# NGC 297
NGC 297 (друго обозначение – PGC 1020464) е елиптична галактика (E) в съзвездието Кит.
Обектът присъства в оригиналната редакция на „Нов общ каталог“.